# Jan Biliszczuk
Jan Biliszczuk (ur. 10 stycznia 1949 w Bronicach) – profesor dr hab. nauk technicznych o specjalności budowa mostów, inżynier budownictwa, nauczyciel akademicki. Jest synem Mikołaja i Heleny z domu Rasławskiej.

## Życiorys
W latach 1962–1967 był uczniem zielonogórskiego Technikum Drogowego, następnie studiował na Wydziale Budownictwa Lądowego Politechniki Wrocławskiej, gdzie otrzymał dyplom magistra inżyniera budownictwa lądowego w specjalności „budowa mostów”. Doktorat obronił, przedstawiając dysertację Reologiczna redystrybucja stanu naprężenia w niejednorodnych, izostatycznych konstrukcjach betonowych (promotorem był prof. inż. Jan Kmita). W 1987 na Wydziale Budownictwa Lądowego PWr, po pozytywnej weryfikacji dorobku naukowego i rozprawy habilitacyjnej pt. Beton – tworzywo do budowy mostów, uzyskał stopień naukowy doktora habilitowanego. W 1997 otrzymał tytuł naukowy profesora.
Od 1972 pracuje na Politechnice Wrocławskiej, obecnie na stanowisku profesora zwyczajnego w Zakładzie Mostów Instytutu Inżynierii Lądowej na Wydziale Budownictwa Lądowego i Wodnego Politechniki Wrocławskiej. Zawodowo pracował też, między innymi, w warszawskim „Transprojekcie” i Szczecińskim Przedsiębiorstwie Budownictwa Przemysłowego. Jest także współwłaścicielem Zespołu Badawczo-Projektowego „Mosty-Wrocław”.
Od 1984 jest członkiem Sekcji Konstrukcji Betonowych Komitetu Inżynierii Lądowej i Wodnej PAN, a w latach 1994–1996 był tam również członkiem Zespołu Konstrukcji Drewnianych. W 2002 objął funkcję krajowego rzecznika odpowiedzialności zawodowej w Polskiej Izbie Inżynierów Budownictwa.
Jest głównym projektantem najwyższego i najdłuższego w Polsce mostu podwieszanego – mostu Rędzińskiego we Wrocławiu.

## Odznaczenia i wyróżnienia
- Krzyż Kawalerski Orderu Odrodzenia Polski (2002)[1]
- Złoty Krzyż Zasługi (1997)[2]
- Srebrna Odznaka Honorowa Wrocławia (2018)[3]
- Nagroda im. prof. Stefana Bryły (1996)[4]
- Medal im. prof. Stefana Kaufmana (2018)[5].

## Wybór publikacji
Jest autorem lub współautorem ponad 200 publikacji, między innymi:
- Reologiczna redystrybucja stanu naprężenia w niejednorodnych, izostatycznych konstrukcjach betonowych, Warszawa-Łódź, PWN 1982 ISBN 978-83-01-03716-1.
- Beton – tworzywo do budowy mostów[6] (1986)
- Projektowanie stalowych kładek dla pieszych, Wrocław, Dolnośląskie Wydawnictwo Edukacyjne, 2007, ISBN 978-83-7125-118-4.
- Podwieszony most przez Wisłę w Płocku, Wrocław, Dolnośląskie Wydawnictwo Edukacyjne, 2007. ISBN 978-83-7125-155-9.